# Henry Tuilagi
Pour les articles homonymes, voir Tuilagi.
Pas d'image ? Cliquez ici

a Compétitions nationales et continentales officielles uniquement.

b Matchs officiels uniquement.
Dernière mise à jour le 4 juillet 2025.
Henry Tuilagi, né le 12 août 1976 à Fogapoa (Samoa), est un joueur de rugby à XV international samoan évoluant au poste de troisième ligne centre.

## Biographie
Henry Tuilagi fait partie d'une grande famille de joueurs de rugby, avec ses frères Feretti, Alesana, Anitele'a, Sanele Vavae et Manu. Il est également le père de deux joueurs professionnels : Henry Tuilagi Jr. et l'international français Posolo Tuilagi,,.

## Carrière

### En club
Henry Tuilagi commence sa carrière au niveau amateur dans son pays natal, avec le club de Marist St. Joseph, d'où sont également issus ses frères.
En 2002, il rejoint le club italien d'Overmach Parme, évoluant en Super 10, aux côtés de son frère Alesana.
Une saison plus tard, il rejoint le club anglais des Leicester Tigers où joue son frère Feretti. Il joue quatre saisons avec cette équipe, durant laquelle il remporte notamment le Championnat d'Angleterre en 2007, mais voit ses apparitions limitées par de nombreuses blessures,.
En 2007, Henry Tuilagi rejoint le club français de l'USA Perpignan,. Avec ce club, il remporte le Championnat de France en 2009, bien qu'il ne participe pas à la finale. Il n'est pas conservé par l'USAP à la fin de la saison 2012-2013, et prend sa retraite de joueur.
Un an plus tard, après la relégation du club catalan en Pro D2, il reprend du service avec son ancienne équipe à l'âge de 38 ans,. Il met ensuite un terme définitif à sa carrière professionnelle en juin 2015. Il poursuit néanmoins sa carrière au niveau amateur pendant deux saisons, avec le club de Salanque Côte Radieuse,.

### En équipe nationale
Henry Tuilagi est sélectionné pour la première fois avec l'équipe des Samoa en 2000, mais doit finalement attendre le 1er juin 2002 pour obtenir sa première cape internationale à l'occasion d'un match contre les Fidji,,.
Initialement retenu pour disputer la Coupe du monde 2003 en Australie, il décide finalement de ne pas participer à la compétition pour rester avec son club de Leicester.
Il est retenu au sein du groupe samoan sélectionné pour participer à la Coupe du monde 2007 en France. Il dispute deux matchs lors de la compétition, face à l'Afrique du Sud et l'Angleterre.
Quatre ans plus tard, il manque la Coupe du monde 2011 à la suite d'une blessure à l'aine. La dernière de ses dix sélection a eu lieu le 28 novembre 2009 contre l'Italie.

## Palmarès
- Vainqueur du Championnat d'Angleterre en 2007 avec les Leicester Tigers.
- Finaliste du Championnat d'Angleterre en 2005 et 2006 avec les Leicester Tigers.

- Vainqueur du Championnat de France en 2009 avec l'USA Perpignan.
- Finaliste du Championnat de France en 2010 avec l'USA Perpignan.

## Statistiques en équipe nationale
- 10 sélections avec l'équipe des Samoa
- Sélections par année : 4 en 2002, 2 en 2007, 1 en 2008, 3 en 2009,
- en Coupe du monde :
  - 2007 : 2 sélection (Afrique du Sud et Angleterre)

## Style
Henry Tuilagi est l'un des troisièmes lignes les plus puissants de la planète. Du fait de sa carrure impressionnante (1,86 m, 135 kg), il est particulièrement redouté pour ses charges dévastatrices et ses plaquages impressionnants. S'il brille par son impact physique, il est cependant souvent sanctionné et a subi de nombreuses blessures et suspensions durant sa carrière.